# Phú Hòa, An Giang
Phú Hòa là một thị trấn thuộc huyện Thoại Sơn, tỉnh An Giang, Việt Nam.

## Địa lý
Thị trấn Phú Hòa nằm ở cửa ngõ phía đông của huyện Thoại Sơn, có vị trí địa lý:
- Phía đông giáp thành phố Long Xuyên
- Phía tây giáp xã Vĩnh Trạch
- Phía nam giáp các xã Vĩnh Chánh và Phú Thuận
- Phía bắc giáp thành phố Long Xuyên và huyện Châu Thành.

Thị trấn Phú Hòa có diện tích 7,55 km², dân số năm 2019 là 11.864 người, mật độ dân số đạt 1.571 người/km².

## Hành chính
Thị trấn Phú Hòa được chia thành 5 ấp: Phú Hữu, Phú An, Phú Thiện, Hòa Đông, Thanh Niên.

## Lịch sử
Trước đây, Phú Hòa là một xã thuộc huyện Thoại Sơn.
Ngày 22 tháng 3 năm 2002, Chính phủ ban hành Nghị định 29/2002/NĐ-CP. Theo đó:
- Thành lập thị trấn Phú Hòa trên cơ sở 523 ha diện tích tự nhiên và 9.033 người của xã Phú Hòa; 220 ha diện tích tự nhiên và 2.056 người của xã Vĩnh Trạch
- Đổi tên xã Phú Hòa thành xã Phú Thuận

Sau khi thành lập, thị trấn Phú Hòa có 743 ha diện tích tự nhiên và 11.089 người.

## Kinh tế - xã hội

### Kinh tế
Nền kinh tế của thị trấn chủ yếu là trồng lúa, hoa màu, chăn nuôi, giăng câu lưới mùa nước nổi, buôn bán nhỏ.
Hiện thị trấn có 1 cụm công nghiệp 28 ha: chế biến cá tra xuất khẩu, xay xát lúa gạo, lau bóng gạo xuất khẩu, sản xuất các cột bê tông, xưởng may....

### Giáo dục
Thị trấn có 1 trường cấp 3 là trường THPT Nguyễn Khuyến, có 1 trường cấp 2 là trường THCS Thị trấn Phú Hòa và 2 trường tiểu học: Trường Tiểu học A và B Thị trấn Phú Hòa. Thị trấn còn có 1 trường mẫu giáo. Nhiều trường mầm non nhưng của tư nhân và quy mô nhỏ.
- Ngoài ra thị trấn còn có Cơ sở giáo dục tình thương Khai Trí là nơi nuôi dạy những trẻ em có hoàn cảnh đặc biệt khó khăn trong và ngoài tỉnh.

### Y tế
Trên địa bàn thị trấn có một trạm y tế.

## Văn hóa
Tại thị trấn có lễ cúng đình Phú Hòa vào 19 tháng 4 Âm lịch hàng năm. Ngoài ra còn có lễ cúng rằm Tháng Giêng, tháng bảy, tháng 11 tại Chùa Cô Tám (Khánh Hòa Tự), Lan Nhã Kỳ Viên (Chùa Sư Ba)...

## Giao thông
Trên địa bàn thị trấn:
- Đường tỉnh 943: ranh Long Xuyên đến cầu Mương Trâu.
- Đường huyện 73: Từ đường Cầu Đình đến ranh Phú Thuận (dọc rạch Bờ Ao).
- Đường huyện 77: Từ đường Đặng Huy Trứ đến ranh Vĩnh Chánh (dọc rạch Mặc Cần Diện lớn)

## Hình ảnh

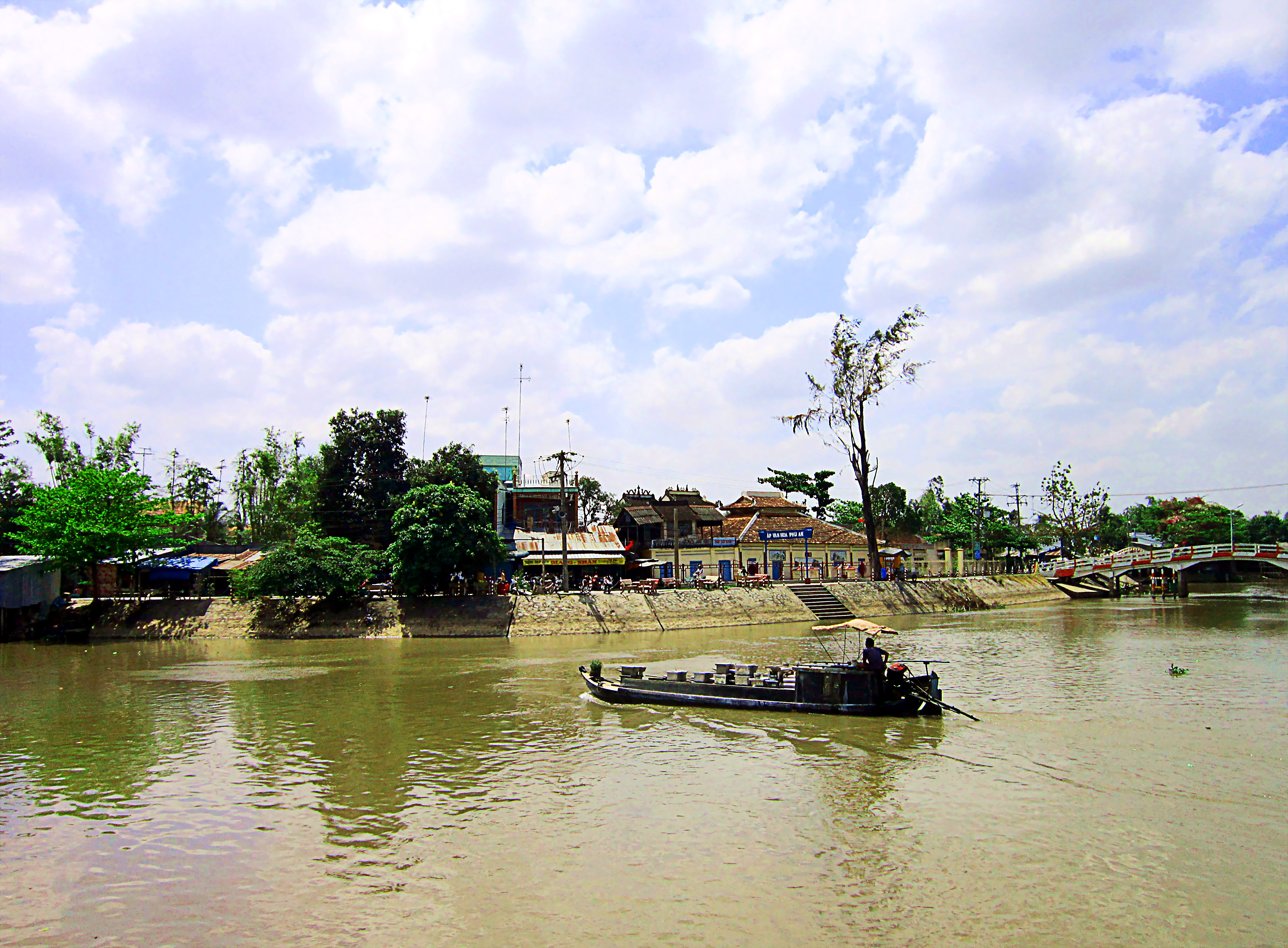
Rạch Phú Hòa, đoạn chảy qua đình Phú Hòa ở thị trấn Phú Hòa.
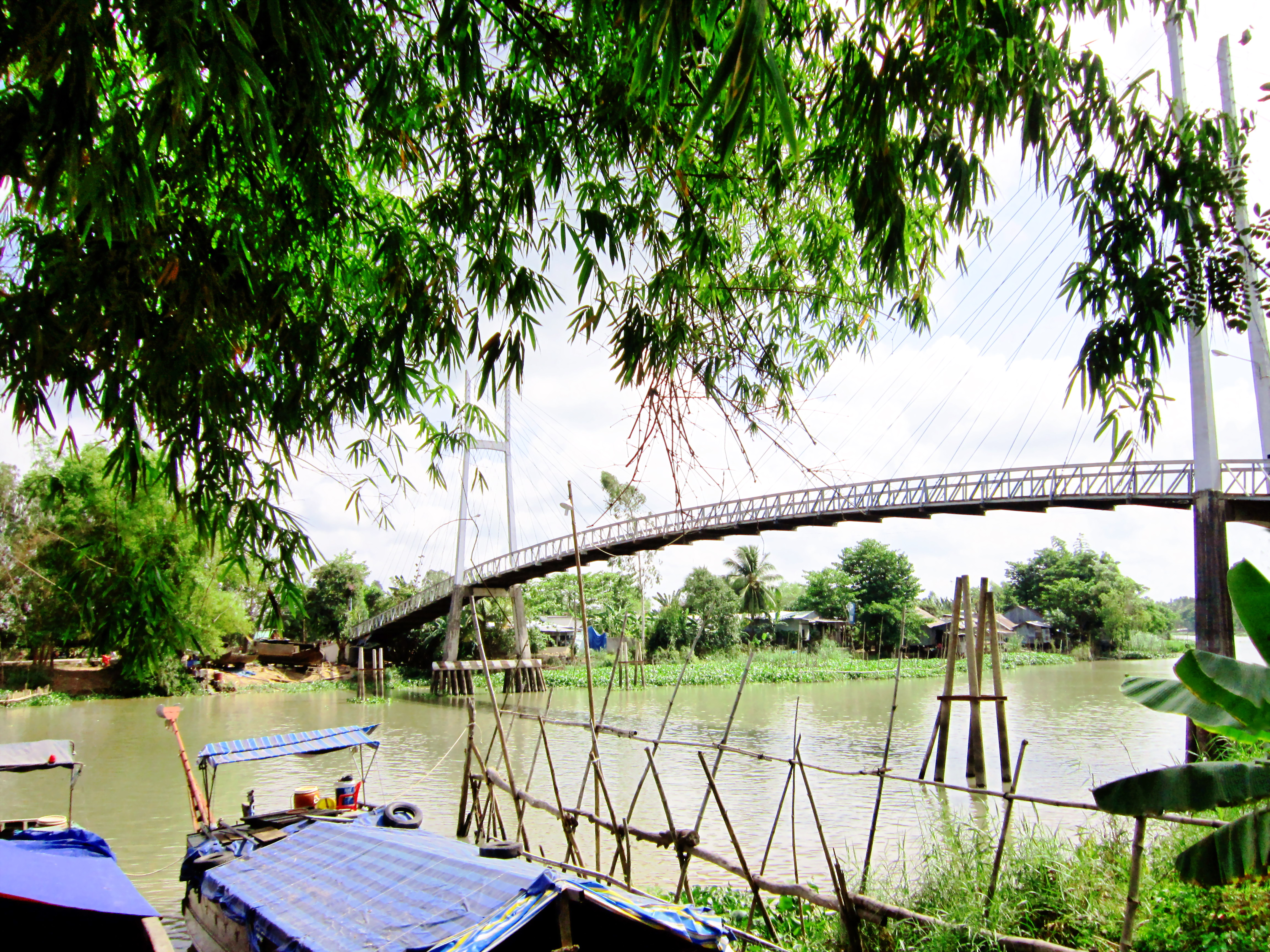
Cầu dây văng Phú Vĩnh ở thị trấn Phú Hòa.
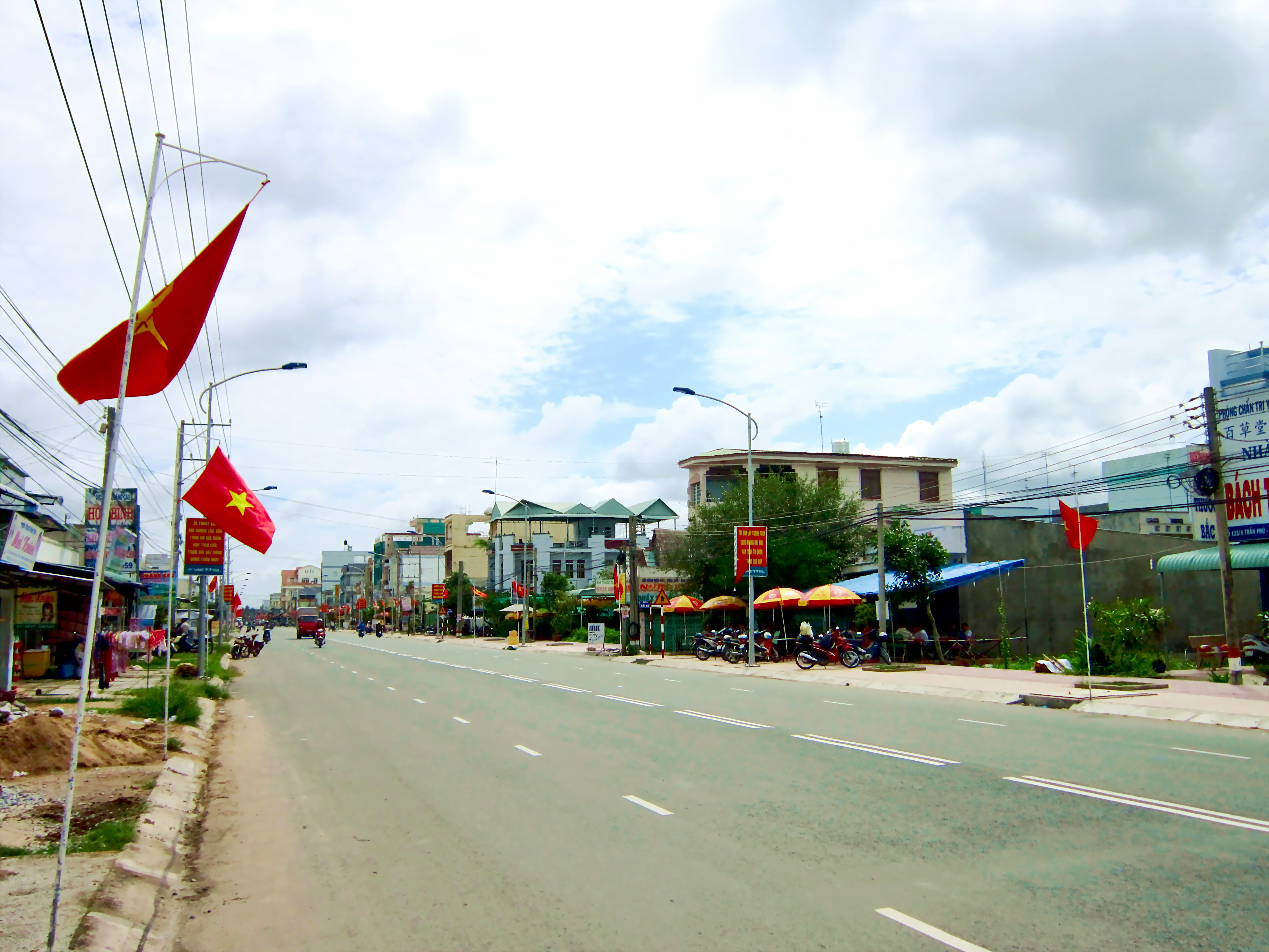
Tỉnh lộ 943, đoạn đi qua thị trấn Phú Hòa.
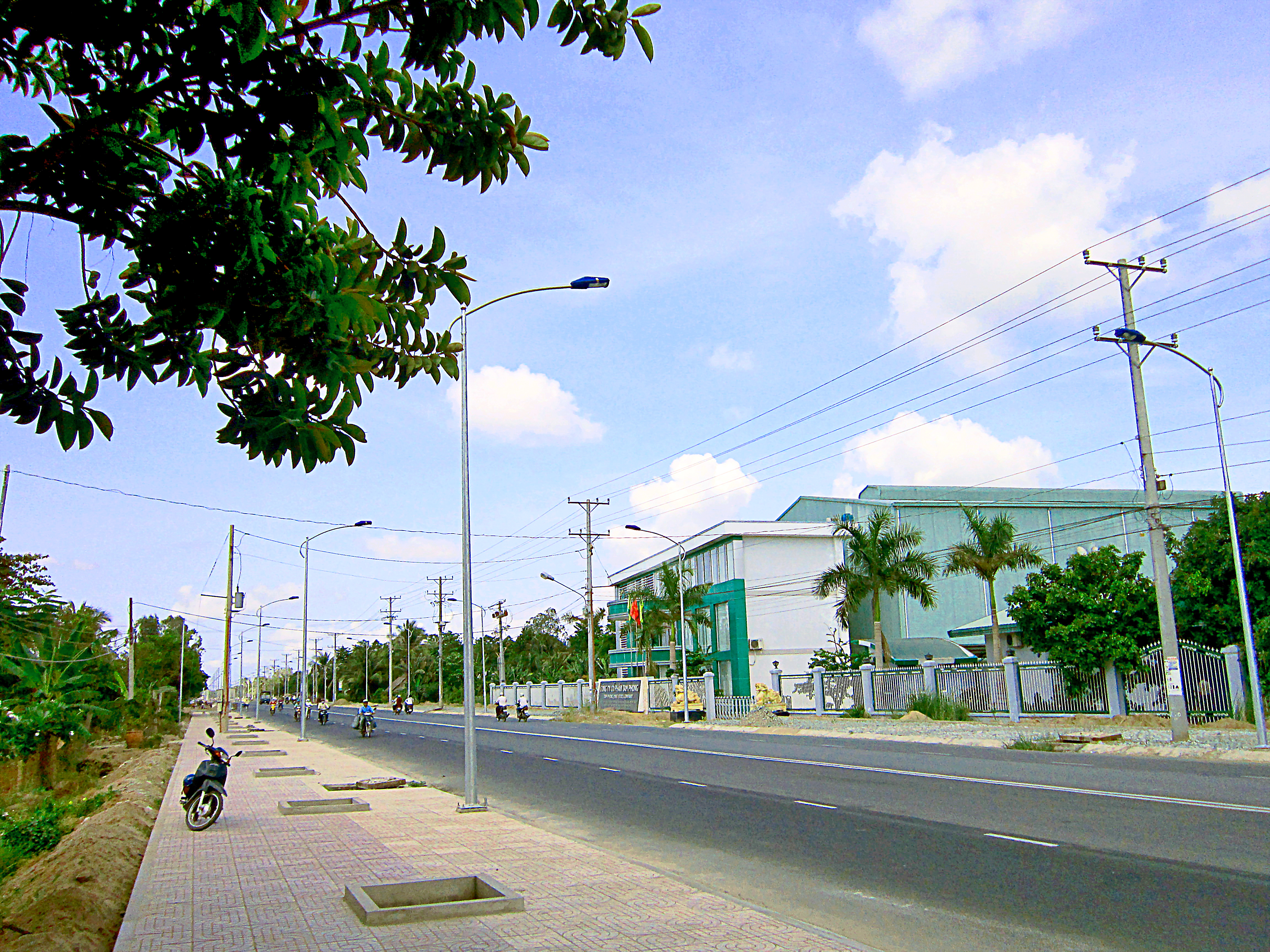
Tỉnh lộ 943, đoạn đi qua thị trấn Phú Hòa (ảnh 2).
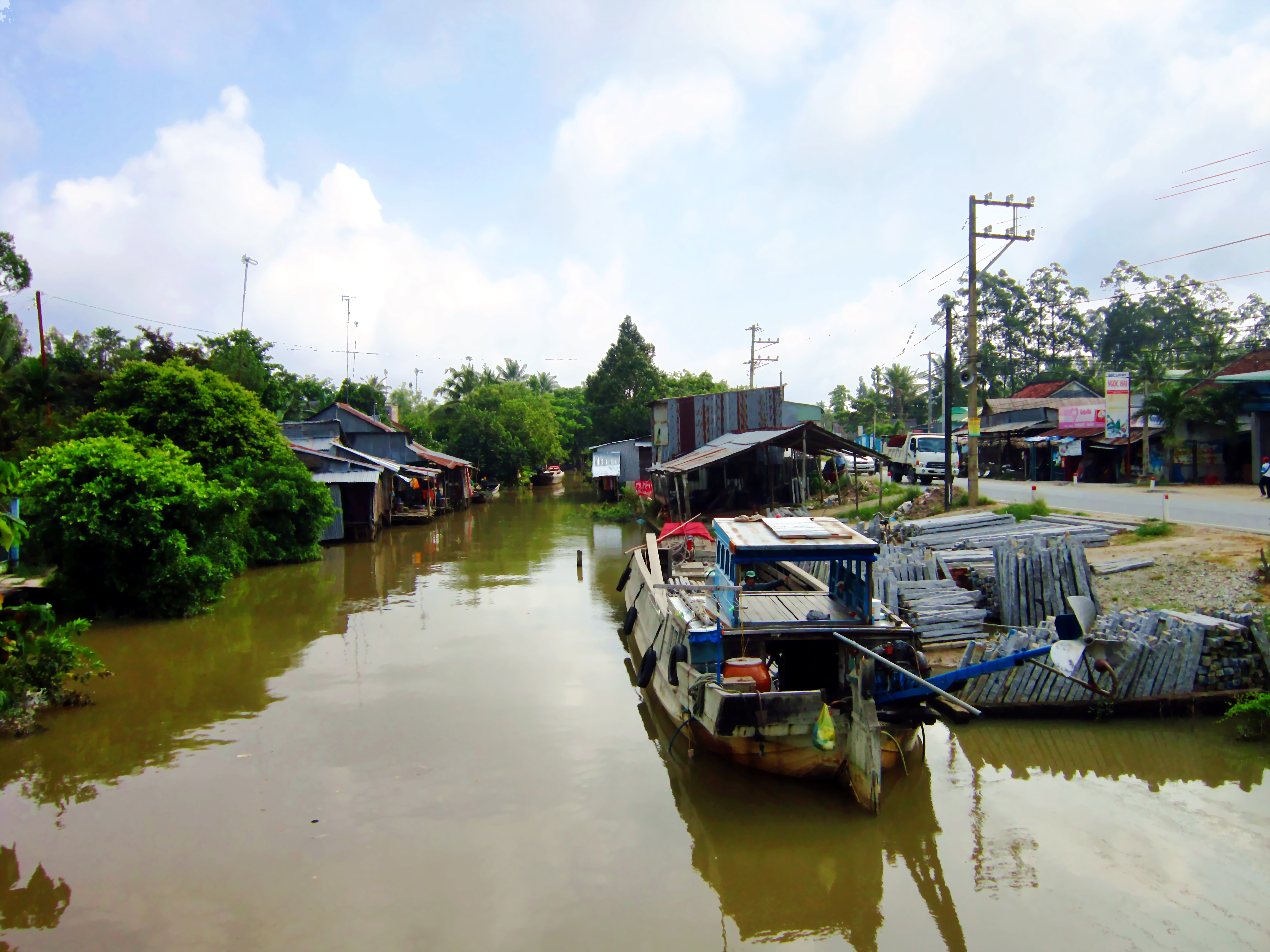
Con kênh nhỏ bên tỉnh lộ 943 ở ở thị trấn Phú Hòa.